# اندیس کوه تیغ سبز
کوه تیغ سبز یک اندیس غیرفلزی است که در حوالی شهر رشتخوار استان خراسان قرار دارد و مادهٔ معدنی موجود در آن، باریت است.  